# Артиллерия ЮАР
Артиллерия ЮАР (англ. South African Army Artillery Formation) — род войск в сухопутных войсках ЮАР. Свою историю берёт от Южно-Африканской артиллерии (South African Artillery), созданной в 1934 году, но ведущей свою историю с 1921 года. В состав формирования входят как регулярные, так и резервные части. Существует отдельное артиллерийское формирование ПВО СВ ЮАР, которое руководит армейскими подразделениями зенитной артиллерии.

## История
Южно-Африканские постоянные силы (South African Permanent Force), созданные в 1913 году как «Постоянные силы» и переименованные с 23 февраля 1923 года, включали в себя Южно-Африканскую полевую артиллерию (SAFA) и Южно-Африканскую постоянную гарнизонную артиллерию (SAPGA). SAPGA начала свою деятельность несколько раньше, когда в декабре 1921 года береговая оборона Капского полуострова (укомплектованная Капской гарнизонной артиллерией) была передана британцами Южной Африке.
В прокламации № 246 от 1934 года генерал-губернатор Южно-Африканского Союза объединил две организации с 1 сентября 1934 года и создал единый род войск под названием Южно-Африканская артиллерия (SAA).

### Вторая мировая война
Во время Второй мировой войны в Северной Африке и Италии служили девять полевых полков, два средних полка и три противотанковых полка.
1-й средний полк SAA (SAHA) был сформирован на короткое время с 1 октября 1939 года по июль 1941 года, когда он был расформирован в Египте для обеспечения замены полевых полков SAA. С 1 января 1946 года он был реформирован со штабом в Кейптауне. С 31 декабря 1953 года он был переведён из Кейптауна в Оудсхурн, а затем расформирован после реорганизации Гражданских сил (Citizen Force) 1 марта 1960 года.

### После войны
С 1 июля 1951 года действовал 8-й полевой полк SAA, но в 1960 году он был переименован в Йоханнесбургский полк.

### Гражданская война в Анголе
10-я артиллерийская бригада ЮАР, действовала, имея в составе 4-й и 14-й полки, с 1983 года. 14-й артиллерийский полк был расформирован 1 января 1993 года.

### Реорганизация
Реорганизация СВ после создания новых Южно-Африканских национальных сил обороны (ЮАНСО) была длительной. Было создано Управление СВ ЮАР. Была проведена реструктуризация родов войск с подчинением регулярных и резервных полков. Были созданы так называемые «типовые формирования», которые взяли на себя ответственность за обеспечение боеспособных сил, которые должны были использоваться под руководством Объединённого оперативного отдела.

## Формирования
|  | Формирование                                                                      | Дислокация   | Вооружение      |
|  | --------------------------------------------------------------------------------- | ------------ | --------------- |
|  | Нельсона Манделы артиллерийский полк (Nelson Mandela Artillery Regiment)          | Кейптаун     | 155-мм G5       |
|  | Генерала Дана Пинара артиллерийский полк (General Dan Pienaar Artillery Regiment) | Крунстад     | 155-мм G5       |
|  | Короля Кетсвайо артиллерийский полк (King Cetshwayo Artillery Regiment)           | Дурбан       | 155-мм G6       |
|  | Сандфонтейнский артиллерийский полк (Sandfontein Artillery Regiment)              | Йоханнесбург | 155-мм G6       |
|  | Статский артиллерийский полк (State Artillery Regiment)                           | Претория     | 127-мм Bataleur |
|  | Полк Почефструмского университета (Regiment Potchefstroom Universiteit)           | Почефструм   | 127-мм Bataleur |
|  | Стива Бико артиллерийский полк (Steve Biko Artillery Regiment)                    | Претория     | 120-мм миномёты |

## Вооружение

### Ствольная артиллерия
| Название | Описание                                                                             | Производитель  | Изображение                   |
| -------- | ------------------------------------------------------------------------------------ | -------------- | ----------------------------- |
| G1       | 25-фунтовая пушка-гаубица                                                            | Великобритания | SANDF G1 Cannon               |
| G2       | 5,5-дюймовая пушка                                                                   | Великобритания | SANDF G2 Cannon               |
| G4       | 155-мм пушка-гаубица, временно пребывавшая на вооружении пока не была заменена на G5 | Израиль        | SANDF G4 Cannon               |
| G5       | 155-мм пушка-гаубица с тягачом Samil 100                                             | ЮАР            | G5 with Samil 100 Gun tractor |
| G6       | 155-мм самоходная пушка-гаубица                                                      | ЮАР            | SANDF G6 Rhino                |
| Vulture  | Беспилотник артиллерийской разведки                                                  | ЮАР            | Vulture Launcher Samil 100    |

### Реактивные системы залпового огня
| Название | Описание                                                        | Производитель | Изображение                             |
| -------- | --------------------------------------------------------------- | ------------- | --------------------------------------- |
| Valkiri  | 127-мм РСЗО на шасси Unimog, осколочная БЧ, 24 пусковые трубы   | ЮАР           | Valkiri multiple rocket launcher system |
| Bataleur | 127-мм РСЗО на шасси Kwevoel, осколочная БЧ, 40 пусковых трубок | ЮАР           | Bateleur Multiple Rocket Launcher       |